# Dzmitry Dziubin
Dzmitry Dziubin (en biélorusse, Дзмітрый Міхайлавіч Дзюбін, né le 12 juillet 1990) est un athlète biélorusse, spécialiste de marche.

## Carrière
Champion de Hongrie sur 50 km marche en 2013, il participe à ses premiers championnats du monde à Londres en 2017 sur 20 km marche, prenant la 49e place en 1 h 25 min 41 s.
En battant son record personnel en 3 h 47 min 59 s, sur 50 km marche, il remporte la médaille de bronze lors des Championnats d’Europe 2018 à Berlin derrière le Slovaque Matej Toth et l'Ukrainien Maryan Zakalnytskyy.
Le 19 mai 2019, il termine deuxième du 50 km de la Coupe d'Europe de marche à Alytus en Lituanie derrière le Français Yohann Diniz, battant à nouveau son record personnel en 3 h 45 min 51 s. Le 28 septembre, il abandonne sur la même distance lors des Mondiaux de Doha.

## Palmarès
| Date | Compétition              | Lieu    | Résultat | Épreuve | Temps           |
| ---- | ------------------------ | ------- | -------- | ------- | --------------- |
| 2017 | Championnats du monde    | Londres | 49e      | 20 km   | 1 h 25 min 41 s |
| 2018 | Championnats d'Europe    | Berlin  | 3e       | 50 km   | 3 h 47 min 59 s |
| 2019 | Coupe d'Europe de marche | Alytus  | 2e       | 50 km   | 3 h 45 min 51 s |
| 2019 | Championnats du monde    | Doha    | —        | 50 km   | DNF             |
| 2021 | Jeux olympiques          | Sapporo | 22e      | 50 km   | 4 h 00 min 25 s |

## Records

### Records
| Épreuve         | Performance     | Date             | Lieu         |  |
| --------------- | --------------- | ---------------- | ------------ |  |
| 5 000 m marche  | 20 min 16 s 20  | 15 mai 2010      | Vitebsk      |  |
| 10 000 m marche | 41 min 58 s 00  | 18 juillet 2012  | Minsk        |  |
| 10 km marche    | 41 min 25 s     | 8 septembre 2018 | Druskininkai |  |
| 20 km marche    | 1 h 22 min 21 s | 21 mai 2017      | Poděbrady    |  |
| 50 km marche    | 3 h 45 min 51 s | 19 mai 2019      | Alytus       |  |